# Marshalls dwergkameleon
Marshalls dwergkameleon (Rhampholeon marshalli) is een hagedis uit de familie kameleons (Chamaeleonidae).

## Naam en indeling
De wetenschappelijke naam van de soort werd voor het eerst voorgesteld door George Albert Boulenger in 1906. Later werd de wetenschappelijke naam Rhampholeon (Bicuspis) marshalli gebruikt. De soortaanduiding marshalli is een eerbetoon aan de Guy Anstruther Knox Marshall (1871 - 1959).

## Uiterlijke kenmerken
De vrouwtjes bereiken een lichaamslengte van ongeveer acht centimeter exclusief de lange rolstaart, de mannetjes blijven aanzienlijk kleiner en worden ongeveer vier cm lang. Omdat deze soort sprekend op een blad lijkt valt het dier in de struiken nauwelijks op. De camouflage bestaat onder andere uit een bulterige kam op de rug die een beetje golvend is en lijkt op een bladrand. De kleur is meestal dofgroen tot lichtbruin maar de lichaamskleur is enigszins veranderlijk en kan afhankelijk van de gemoedstoestand variëren van groen tot bruin of grijs. Bij de mannetjes is de bovenkant van de kop en de oorkwab oranjerood van kleur.

## Levenswijze
Meestal is de kameleon te vinden in dichtbegroeide en dierenrijke plaatsen waar een overvloed aan insecten is en met name vliegende insecten, die een belangrijk deel van het menu vormen. De vrouwtjes produceren eiren, per legsel worden twaalf tot achttien eieren afgezet die in de bodem worden begraven. 's Nachts slaapt de hagedis in planten tot op enkele meters boven de bodem.

## Verspreiding en habitat
Marshalls dwergkameleon komt voor in delen van Afrika en leeft in endemisch in Zimbabwe. De voormalige ondersoort Rhampholeon gorongosae komt voor in delen van Mozambique. Totdat deze kameleon als een aparte soort werd beschouwd kwam Marshalls dwergkameleon hierdoor ook dus in Mozambique voor maar dit is achterhaald.
De habitat bestaat voornamelijk uit vochtige tropische en subtropische bergbossen. Landschappen die door de mens zijn aangepast zijn ongeschikt als leefgebied. De soort is aangetroffen op een hoogte van ongeveer 1000 tot 1800 meter boven zeeniveau.

## Beschermingsstatus
Door de internationale natuurbeschermingsorganisatie IUCN is de beschermingsstatus 'kwetsbaar' toegewezen (Vulnerable of VU).